# کندیل (مجارستان)
کِندیِل (به مجاری:  Kengyel) یک منطقهٔ مسکونی در مجارستان است که در ناحیه توروک‌سنت‌میکلوش واقع شده‌است. کندیل ۷۹٫۱۴ کیلومتر مربع مساحت و ۳٬۵۵۲ نفر جمعیت دارد.